# ريج سيمبسون
ريج سيمبسون (27 فبراير 1920 - 22 نوفمبر 2013) (بالإنجليزية: Reg Simpson)‏ هو لاعب كريكت بريطاني (وحمل سابقاً جنسية المملكة المتحدة لبريطانيا العظمى وأيرلندا). شارك مع منتخب إنجلترا للكريكت.

## وصلات خارجية
- ريج سيمبسون على موقع إي آس بي آن كريك إنفو (الإنجليزية)